# Różnica (metafizyka)
Różnica (łac. distinctio – rozróżnienie, odrębność) – w metafizyce klasycznej relacja odmienności/nietożsamości między danymi przedmiotami; przedmioty te mogą zarazem posiadać elementy takie same.
Rozróżnia się różnicę rzeczową (różnicę realną, distinctio realis) i różnicę myślną (różnicę pojęciową, distinctio rationis). Podział ten wywodzi się z tradycji skotystycznej, w której jednak wyróżniano osiem rodzajów distinctio: rationalis, formalis, ex natura rei, modalis, realis, essentialis, subiectiva, obiectiva.
Różnica rzeczowa zachodzi między rzeczami czy bytami realnymi. (1) Różnica negatywna zachodzi między rzeczą a jej zaprzeczeniem. (2) Różnica pozytywna zachodzi między (2a) rzeczą a inną rzeczą (różnica większa czyli różnica realna), (2b) rzeczą a jej modalnością (różnica mniejsza czyli różnica modalna). Wśród różnic większych wyróżnia się różnice (2a1) adekwatne (między dwiema odrębnymi rzeczami) i (2a2) nieadekwatne (między rzeczą a jej częścią, przede wszystkim integralną).
Różnica pojęciowa zachodzi między treściami pojęć. (1) Różnica poznawcza zachodzi, gdy dane pojęcie utworzone zostaje ze względu na samą rzecz, natomiast (2) różnica wytwórcza może (2a1) być bez podstawy w rzeczy lub (2a2) mieć podstawę w innej rzeczy. Wśród różnic poznawczych wyróżnia się (1a) różnicę większą, między treściami pojęć uniwerslnych i (1b) różnicę mniejszą, między treściami pojęć transcendentalnych. 